# Barbara Rose Johns
Barbara Rose Johns (New York, 6 marzo 1935 – Filadelfia, 28 settembre 1991) è stata una bibliotecaria, attivista per i diritti civili statunitense; è stata una leader del movimento americano per i diritti civili. Il 23 aprile 1951, all'età di 16 anni, Powell guidò uno sciopero studentesco per le pari opportunità di istruzione alla R.R. Moton High School di Farmville, nella Contea di Prince Edward, in Virginia. Dopo essersi assicurati il sostegno legale della NAACP, gli studenti della Moton presentarono Davis v. Prince Edward County, l'unica causa avviata dagli studenti e consolidata in Brown v. Board of Education, la storica decisione della Corte Suprema degli Stati Uniti del 1954 che dichiarava incostituzionali le scuole pubbliche “separate ma uguali”.

## Biografia

### Primi anni di vita
Barbara Rose Johns Powell nacque a New York nel 1935. La sua famiglia aveva radici nella Contea di Prince Edward, in Virginia, dove tornò a vivere. La madre lavorava a Washington per la Marina degli Stati Uniti e il padre gestiva la fattoria dove la famiglia risiedeva. Primogenita di cinque figli, la Powell aveva una sorella minore, Joan Johns Cobbs, e tre fratelli minori: Ernest; Roderick, che ha prestato servizio in Vietnam come addestratore di cani ed è stato insignito della Bronze Star Medal e della Purple Heart, e Robert.
Lo zio di Powell era Vernon Johns, un attivista per i diritti civili. Quando faceva visita alla Powell e alla sua famiglia, poneva ai bambini domande sulla storia dei neri. Questo motivò Powell e i suoi fratelli a studiare la storia delle persone di colore e lei, così come i suoi fratelli, fu influenzata da Vernon e dal suo carattere schietto.

### Alla Moton High School

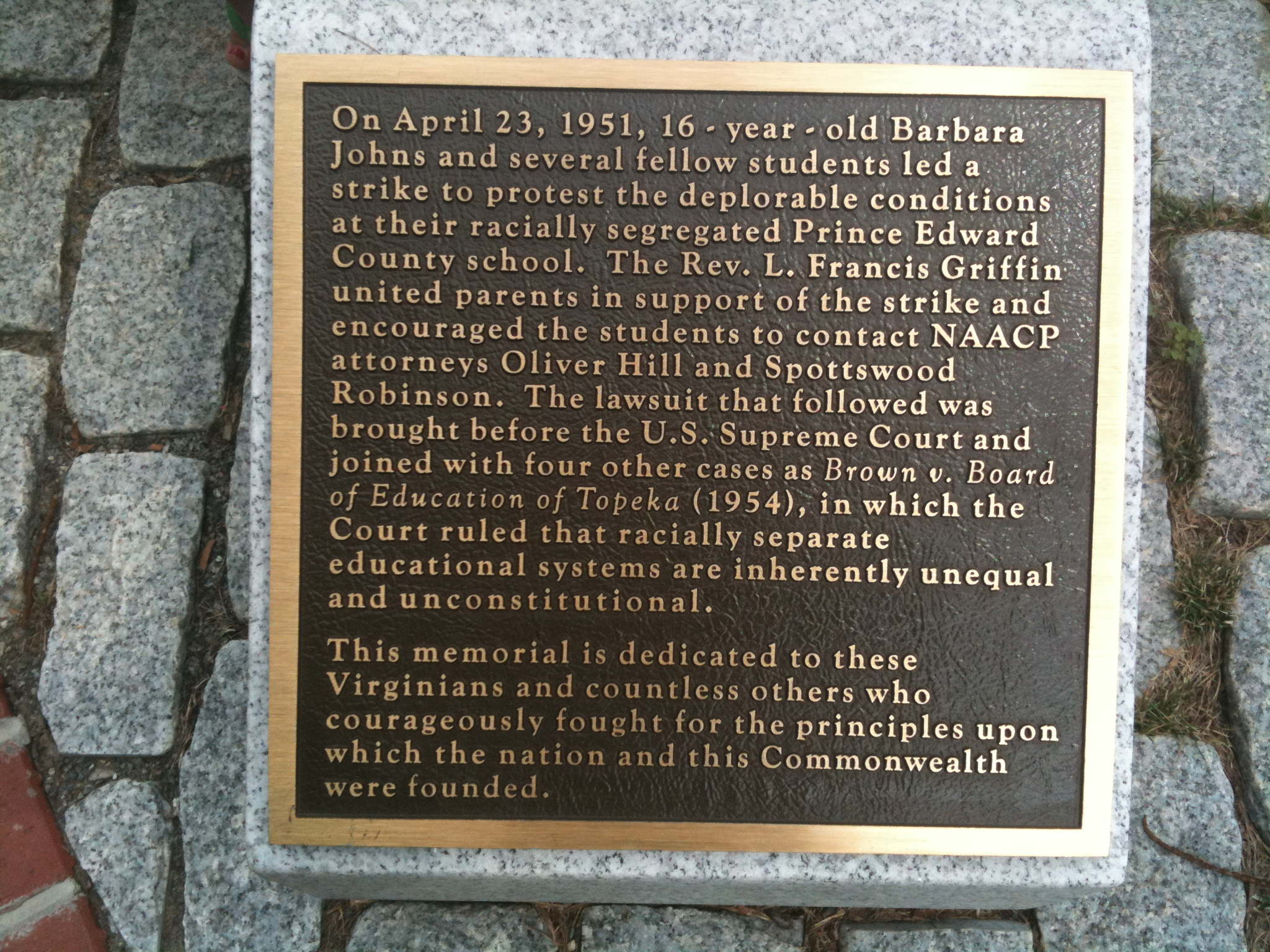
Targa sul Campidoglio della Virginia che commemora l'iniziativa di Barbara Johns per l'integrazione delle scuole della Virginia

Durante la sua permanenza nella Contea di Prince Edward, la Powell venne istruita in scuole pubbliche segregate. Nel 1951 la sedicenne Barbara Rose Johns Powell frequentava il terzo anno della Moton High School di Farmville, una scuola per soli neri. Dall'altra parte della città c'era un'altra scuola, aperta esclusivamente agli studenti bianchi. Le risorse a disposizione di ciascuna scuola e la qualità delle strutture erano ineguali. La scuola della Powell era stata progettata e costruita per contenere circa 200 studenti, ma nel 1951 le iscrizioni erano raddoppiate. Secondo un racconto in prima persona della sorella di Powell, Joan:
In inverno la scuola era molto fredda. Spesso dovevamo indossare il cappotto. Gli studenti che si sedevano più vicino alla stufa a legna avevano molto caldo, mentre quelli che si sedevano più lontano avevano molto freddo. Ricordo che molte volte avevo freddo e stavo in classe con il giaccone addosso. Quando pioveva l'acqua entrava dal soffitto. C'erano molti secchi in giro per l'aula. E a volte dovevamo alzare gli ombrelli per evitare l'acqua sulla testa. Era un ambiente molto scomodo per cercare di imparare. 
I genitori degli studenti neri si appellarono al consiglio scolastico interamente bianco affinché fornisse una struttura più grande e adeguatamente attrezzata. Come misura provvisoria, il consiglio eresse diverse baracche di carta catramata per affrontare l'afflusso degli studenti. La Powell era insoddisfatta delle strutture separate e diseguali e decise di agire dopo aver perso il suo autobus scolastico e aver visto un autobus per gli studenti bianchi passare davanti a lei. Si rivolse a un insegnante di fiducia per esprimere le sue preoccupazioni e l'insegnante la spinse ad agire.

### Organizzazione dello sciopero e causa
Barbara si incontrò con diversi compagni di classe e tutti accettarono di contribuire all'organizzazione di uno sciopero studentesco. Il 23 aprile 1951 il piano avviato da Barbara Johns fu messo in atto. La preside della scuola fu indotta ad andarsene con l'inganno perché le fu detto che alcuni studenti erano in centro a creare problemi. Mentre la preside era assente, Barbara Johns falsificò un promemoria della stessa preside in cui si diceva agli insegnanti di portare le loro classi a un'assemblea speciale. Gli insegnanti portarono le loro classi e lasciarono l'assemblea come richiesto. Barbara Johns tenne poi un discorso a tutti i 450 studenti, rivelando i suoi piani per uno sciopero studentesco in segno di protesta per le condizioni diseguali delle scuole dei bianchi e dei neri. Gli studenti accettarono di partecipare e quel giorno marciarono fino al tribunale della contea per sensibilizzare i funzionari sulla grande differenza di qualità tra le scuole dei bianchi e quelle dei neri. I delegati degli studenti si recarono nell'ufficio del sovrintendente scolastico T. J. McIlwaine, che disse loro che erano fuori luogo. La Johns sperava che lo sciopero si concludesse con la solidarietà dei funzionari della contea nei confronti degli studenti e con la costruzione di una nuova scuola, ma si scontrò invece con l'indifferenza e la violenza. Per il resto della giornata, gli studenti picchettarono la scuola, sia all'interno che all'esterno, con cartelli che recitavano: “Vogliamo una nuova scuola o nessuna” e “Abbasso le baracche di carta catramata”.
Il 25 aprile 1951 Oliver W. Hill e Spottswood Robinson, avvocati della NAACP (National Association for the Advancement of Colored People), arrivarono nella Contea di Prince Edward per aiutare gli studenti della Robert Russa Moton High School, che avevano scioperato. Mentre lo sciopero veniva portato avanti, Barbara Johns e altri leader studenteschi chiesero assistenza legale alla NAACP. La NAACP accettò di assisterli a patto che la causa riguardasse un sistema scolastico integrato e non solo strutture uguali per tutti. Un mese dopo la NAACP presentò in un tribunale federale la causa Davis v. County School Board of Prince Edward County. Il tribunale confermò la segregazione nella Contea di Prince Edward e la NAACP si appellò alla Corte Suprema degli Stati Uniti. Davis v. Prince Edward County, insieme ad altri quattro casi, divenne parte del caso Brown v. Board of Education. Poiché Davis fu l'unico caso della Brown iniziato da una protesta studentesca, è considerato da alcuni come l'inizio del Movimento per i diritti civili.

### Dopo lo sciopero
Per la sua partecipazione al movimento per l'integrazione, la Johns fu perseguitata e il Ku Klux Klan bruciò una croce nel suo giardino. I genitori di Barbara Johns, temendo per la sua sicurezza, la inviarono a Montgomery, in Alabama, a vivere con lo zio. Dopo lo sciopero Barbara Johns visse il resto della sua vita in relativa tranquillità. Conseguì una laurea in biblioteconomia alla Drexel University. Sposò William Powell, crebbe cinque figli e visse a Filadelfia. Il suo impegno per l'istruzione la spinse a diventare bibliotecaria del sistema scolastico di Filadelfia. Ha svolto questa professione fino alla sua morte per cancro delle ossa nel 1991.

## Retaggio
Il contributo di Barbara Johns ai diritti civili è spesso trascurato perché era un'adolescente quando fece la differenza. Nel libro vincitore del Premio Pulitzer Parting the Waters: America in the King Years, 1954-63, l'autore Taylor Branch fa riferimento alla causa Davis v. Prince Edward:
Il caso rimase nascosto nella coscienza dei bianchi e le origini scolastiche della causa andarono perse anche per quasi tutti i negri al di fuori della Contea di Prince Edward. ... L'idea che persone non adulte di qualsiasi razza potessero giocare un ruolo di primo piano negli eventi politici non era riuscita a farsi strada in nessuno, tranne forse nei Klansmen che una notte bruciarono una croce nel cortile dei John, e anche in quel caso si pensava che il loro obiettivo non fosse Barbara, ma il suo famoso zio focoso.
Nel 2008 fu inaugurato il Virginia Civil Rights Memorial, con Barbara Johns e molti altri studenti in evidenza su un lato con la citazione "Sembrava di raggiungere la Luna". Nel 2005 anche la Biblioteca della Virginia ha reso omaggio a Barbara Johns Powell nominandola una delle sue Donne della Storia della Virginia.
Barbara Johns è ora studiata nel programma di storia delle scuole elementari della Virginia, nell'unità di quarta classe sui diritti civili e la resistenza di massa.
Nel 2010 l'artista della Virginia Louis Briel ha completato un ritratto della Johns che è stato appeso nell'edificio del Campidoglio prima di essere installato in modo permanente nel Robert Russa Moton Museum di Farmville. Il ritratto è in prestito per essere esposto nell'Executive Mansion della Virginia su richiesta del governatore McAuliffe e della first lady Dorothy McAuliffe.
Nel 2017 il governatore Terry McAuliffe ha ufficialmente intitolato l'ufficio del procuratore generale alla Powell, per il suo impatto sul movimento per i diritti civili.

Il 17 agosto 2017 in un'intervista con CBS This Morning, il governatore Terry McAuliffe ha parlato della Manifestazione Unite the Right a Charlottesville, in Virginia, con un ritratto di Barbara Johns sullo sfondo. Ha definito codardi i suprematisti bianchi e ha dichiarato:
Alle mie spalle c'è Barbara Johns che a 16 anni guidò la rivolta nella Contea di Prince Edward, in Virginia, quando c'erano scuole per bianchi e scuole per neri. E disse: “Le nostre scuole sono inferiori”. E guidò una rivolta di 400 studenti negli anni Cinquanta. Questo è ciò di cui abbiamo bisogno come dirigenti.
Nel 2017 la Contea di Fairfax, in Virginia, ha preso in considerazione la possibilità di rinominare la J.E.B. Stuart High School in onore di Barbara Johns. Il 7 settembre 2018, la J.E.B. Stuart High School è stata ribattezzata Justice High School in onore della Johns, del giudice Thurgood Marshall e del col. Louis G Mendez Jr. e di altri che hanno lavorato per promuovere la giustizia.
Nel maggio 2019 la Johns è stata inserita nella serie del New York Times "Overlooked No More". I redattori della serie aggiungono necrologi di persone notevoli ma trascurate che non avevano necrologi sul New York Times al momento della loro morte.
Nel 2020 la Longwood University di Farmville ha rinominato una sala di residenza appena ristrutturata Johns Hall, ex Curry.
Nel 2020 la Johns è stata inserita nella National Women's Hall of Fame.
Il 16 dicembre 2020 la Commissione della Virginia sulle statue storiche del Campidoglio degli Stati Uniti ha votato per proporre che una statua di Barbara Johns rappresenti la Virginia nella National Statuary Hall, al posto dell'attuale statua di Robert E. Lee. La statua di Lee è stata rimossa nella notte tra il 20 e il 21 dicembre e sarà sostituita dalla statua della Johns dopo il voto formale della Legislatura dello Stato della Virginia.